# Артур Сесил Пигу
Артур Сесил Пигу (енгл. Arthur Cecil Pigou; Рајд, 18. новембар 1877 — Кембриџ, 7. март 1959), био је енглески економиста, познат по раду на многим пољима, а посебно у економици благостања. Дипломирао је на Кингс Колеџу, Кембриџ, где му је професор био Алфред Маршал. Касније је наследио Маршала као професор политичке економије. Био је члан многих краљевских комисија, укључујући Комисију за порез на доходак (1919).
Пигу је био пионир економике благостања. Пигуовим порезима, порезима који се користе за исправљање негативних екстерналија је дато ово име њему у част.
Пигу је био професор економије на Универзитету Кембриџ од 1908. до 1943. Године 1920, је издао утицајну књигу, Економика благостања.

## Изабрана дела
- Економика благостања
- Кејнсова општа теорија: Ретроспективни поглед
- Политичка економија рата
- Теорија незапослености
- Незапосленост
- Богатство и благостање